# Chi Dành dành
Chi Dành dành (danh pháp khoa học: Gardenia) là một chi của khoảng 250 loài thực vật có hoa trong họ Thiến thảo (Rubiaceae), có nguồn gốc ở các vùng nhiệt đới và cận nhiệt đới của châu Phi, miền nam châu Á và châu Đại Dương.
Chúng là các loại cây thường xanh dạng cây bụi và các cây thân gỗ nhỏ cao từ 1–15 m. Lá của chúng mọc đối hay thành vòng của 3 đến 4 lá, dài từ 5–50 cm và rộng từ 3–25 cm, có màu lục thẫm và bóng mặt với kết cấu giống như da thuộc. Các hoa mọc đơn hay thành cụm nhỏ, có màu trắng hay vàng nhạt, với tràng hoa hình ống có 5-12 thùy hoa ('cánh hoa') đường kính 5–12 cm. Loại cây này ra hoa từ khoảng giữa mùa xuân đến giữa mùa hè và nhiều loài có mùi thơm rất mạnh.
Một số loài
- Gardenia jasminoides (từ đồng nghĩa G. augusta; Dành dành hay Dành dành Cape). Đông Á.
- Gardenia brighamii (Dành dành Hawaii hay Na'u). Mọc ở các vùng đất thấp ở Hawaii trong các rừng nhiệt đới khô. Cây bụi hay cây thân gỗ nhỏ, cao 1–6 m.
- Gardenia carinata. Ấn Độ, Malaya.
- Gardenia cornuta (Dành dành Natal). Nam Phi.
- Gardenia fortunei. Đông Á.
- Gardenia gummifera. Ấn Độ. Cây thân gỗ nhỏ, cao tới 3 m.
- Gardenia imperialis. Vùng nhiệt đới châu Phi. Cây thân gỗ nhỏ cao tới 12 m.
- Gardenia latifolia. Ấn Độ. Cây bụi hay thân gỗ, cao 5–10 m.
- Gardenia manii (Na'u). Hawaii.
- Gardenia remyi (Na'u). Hawaii.
- Gardenia resinifera (đồng nghĩa G. lucida; Dành dành Brilliant, Cây nhựa Cambi hay Dikamali). Ấn Độ. Cây bụi hay thân gỗ nhỏ, cao tới 3 m.
- Gardenia resiniflua (Dành dành nhựa dính). Nam Phi.
- Gardenia spatulifolia. Nam Phi.
- Gardenia taitensis. (Tiare, Dành dành Tahiti). Polynesia.
- Gardenia ternifolia (đồng nghĩa G. jovis-tonantis; Dành dành lá to Transvaal). Nam Phi.
- Gardenia thunbergia (Dành dành trắng, Dành dành rừng hay Witkatjiepiering). Nam Phi. Cây bụi hay thân gỗ nhỏ, cao 2–5 m.
- Gardenia tubifera. Đông Nam Á. Cây thân gỗ nhỏ cao tới 15 m.
- Gardenia turgida. Ấn Độ. Cây bụi hay thân gỗ nhỏ cao tới 4 m, có gai.
- Gardenia volkensii (Dành dành Transvaal hay dành dành Savanna). Nhiệt đới châu Phi.

### Nuôi trồng và sử dụng
Cây dành dành có mùi thơm mạnh, đặc biệt ở một số loài.
Việc trồng cây dành dành cần có độ ẩm cao để phát triển. Chúng sinh trưởng tốt trên các loại đất chua có sự tưới tiêu nước tốt.
Tại Nhật Bản và Trung Quốc, Gardenia augusta được gọi tương ứng là Kuchinashi và 梔子 (chi tử); hoa của nó được dùng làm thuốc nhuộm màu vàng, được sử dụng cho thực phẩm và quần áo.

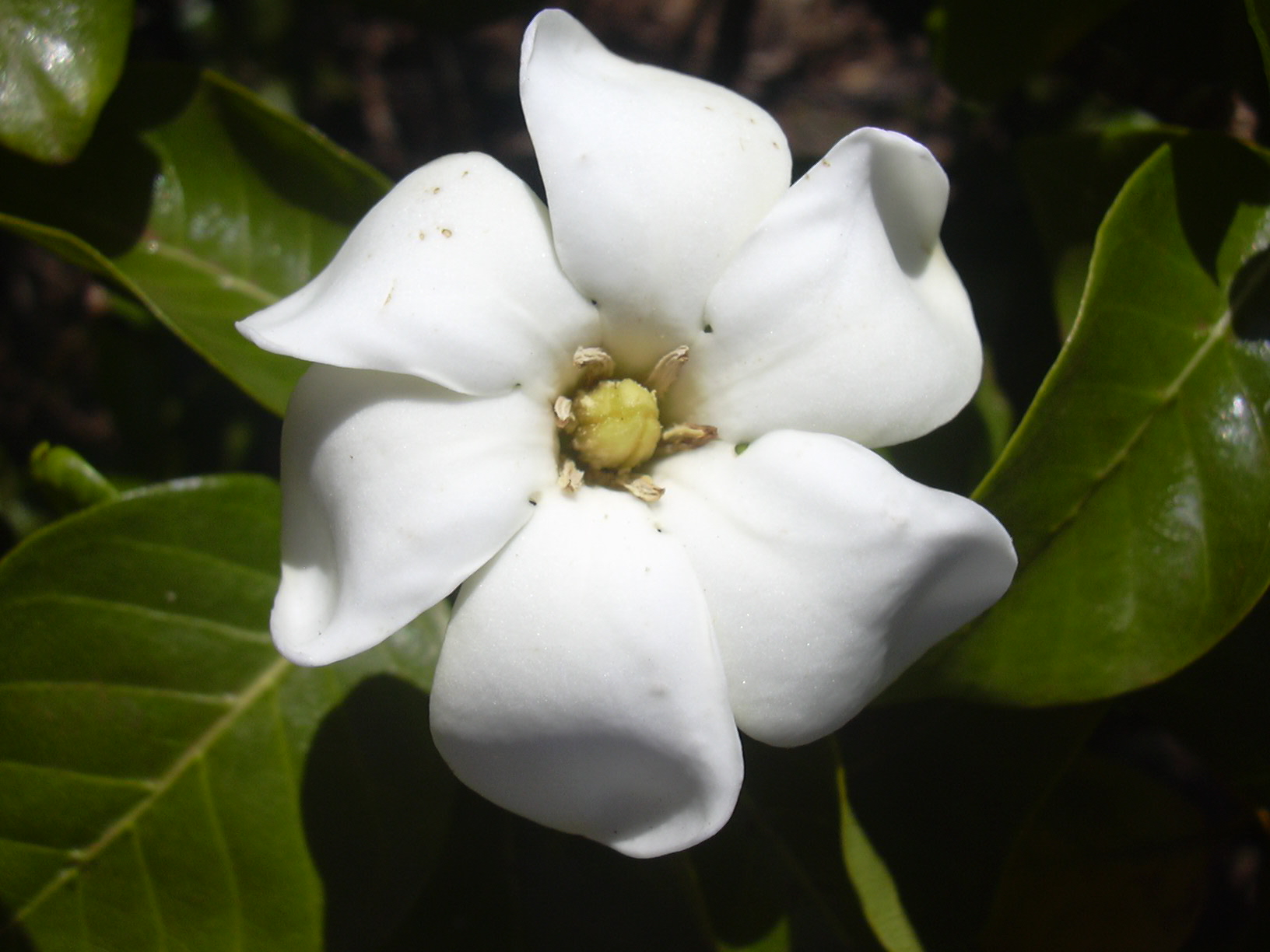
Gardenia brighamii - hoa
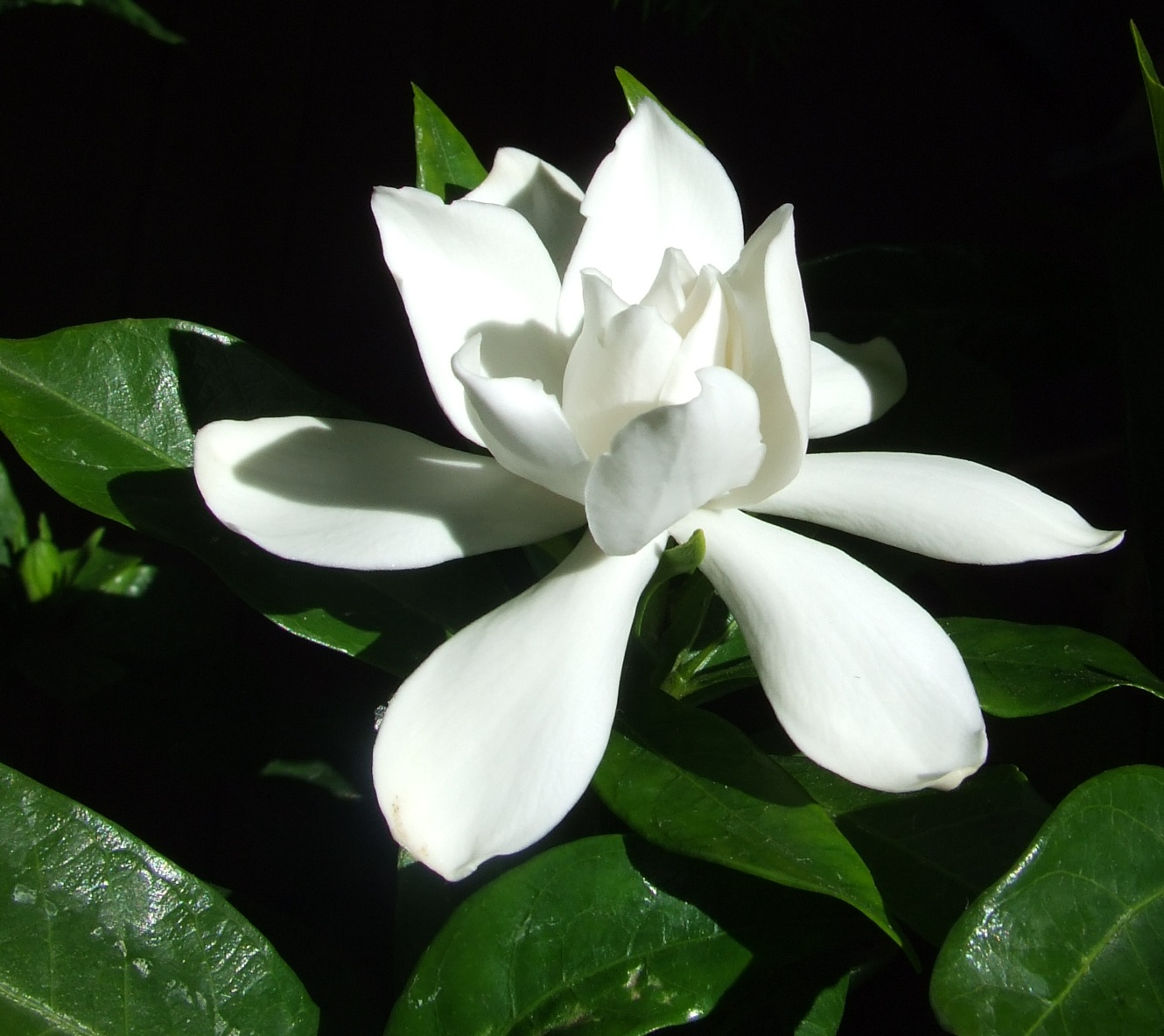
Hoa dành dành
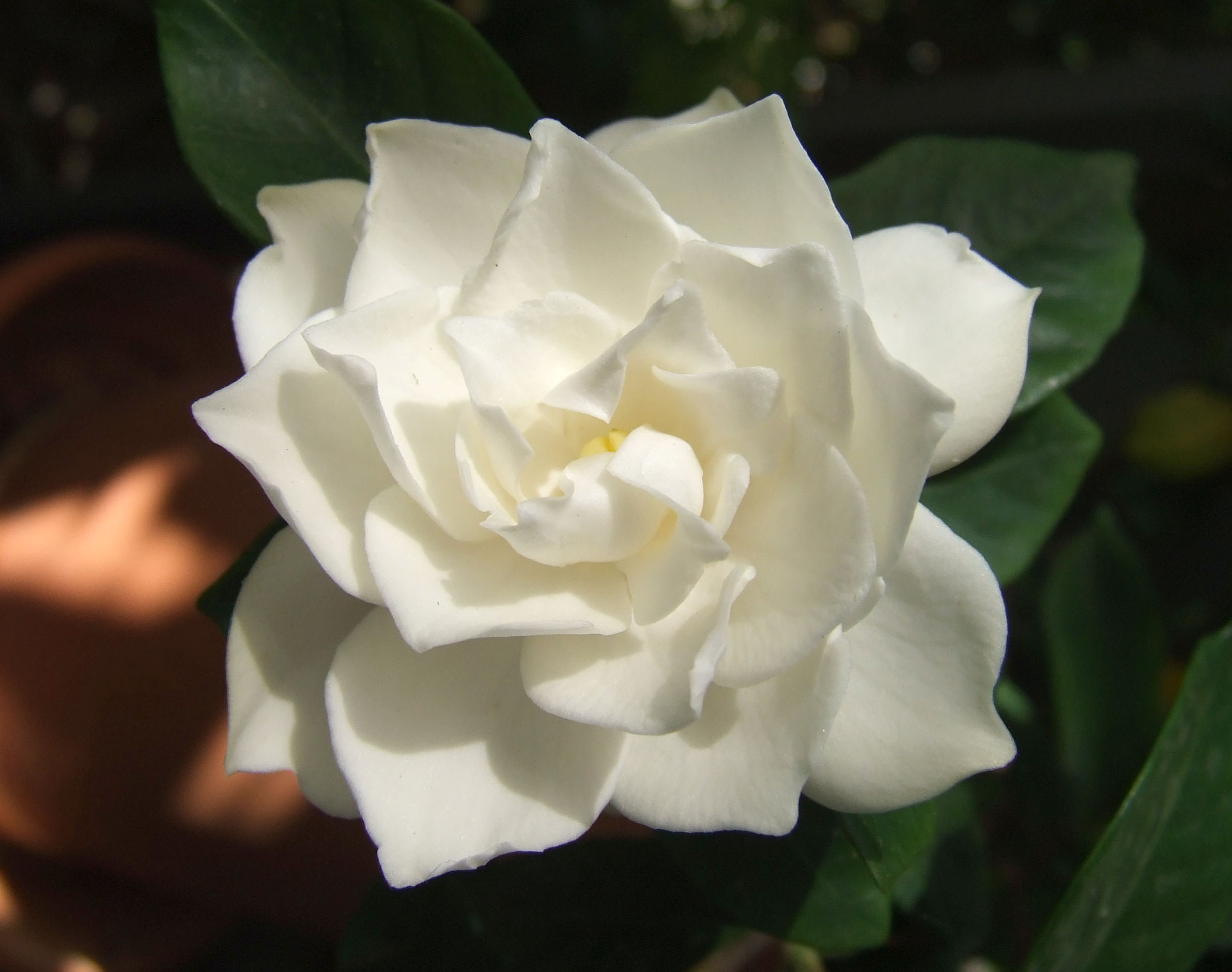
Hoa dành dành